# Wagaya no Oinari-sama.
Wagaya no Oinari-sama. (jap. 我が家のお稲荷さま。, dt. etwa: „Die ehrwürdige Inari[-Füchsin] unseres Hauses.“) ist eine Light-Novel-Reihe des japanischen Autors Jin Shibamura mit Illustrationen von Eizō Hōden. Die Reihe wurde als Manga und Anime adaptiert. Das Werk ist in die Genres Fantasy und Comedy einzuordnen.

## Inhalt
Kūgen Tenko (天狐 空幻) ist eine Inari-Füchsin (Kitsune) und war die Beschützerin der Familie Mizuchi, bis sie von einem Priester wegen ihres schlechten Benehmens versiegelt wurde. Als aber in der modernen Zeit der Junge Tōru Takagami (高上 透) von einem Dämon angegriffen wird, befreit sein älterer, 16-jähriger Bruder Noboru Takagami (高上 昇) die versiegelte Kūgen Tenko, um ihn zu beschützen. Noboru ist das zukünftige Oberhaupt der Mizuchi-Familie. 
Von da an dient Kūgen Tenko den beiden Brüdern als Wächterin, dabei kann sie eine weibliche wie eine männliche Form annehmen. Jedoch erweckt sie mit ihrem ungewöhnlichen Aussehen, wie den Fuchsohren, Aufmerksamkeit und muss sich in der Öffentlichkeit verstecken. 

## Veröffentlichung
Die Light Novel erscheint seit Februar 2004 beim Verlag ASCII Media Works in Japan unter dem Label Dengeki Bunko. Bis Oktober 2007 erschienen sieben Bände. Der erste Band gewann im Vorfeld der Veröffentlichung im Jahr 2003 den 10. Dengeki Novel Preis in Gold.

## Adaptionen

### Manga
Eine Adaption der Light Novel als Manga erscheint seit Februar 2007 im Magazin Dengeki Comic Gao!, seit April 2008 im Dengeki Daioh. Die Zeichnungen stammen von Suiren Shōfū. Bis Februar 2010 erschienen die Kapitel in vorerst fünf Sammelbänden.

### Anime
2008 produzierte das Studio ZEXCS unter der Regie von Yoshiaki Iwasaki eine 24-teilige Anime-Fernsehserie zur Light Novel. Das Charakterdesign der Serie entwarf Yasunari Nitta. Die Serie wurde vom 7. April 2008 bis zum 15. September 2008 um Mitternacht und damit vorherigen Fernsehtag von Chiba TV erstausgestrahlt. Mit anderthalb Stunden Verzögerung folgte TV Saitama, ab 8. April TV Kanagawa und KBS Kyōto, ab 9. April Sun TV und ab 10. April Tokyo MX und TV Aichi. Eine landesweite Ausstrahlung erfolgte erst vom 20. August 2009 bis 28. Januar 2010 auf AT-X.
Der Anime wurde 2008 von Kadokawa Pictures USA für Nordamerika lizenziert. Nachdem Kadokawa Pictures USA sich August 2009 aus dem Lizenzmarkt zurückzog, wurde der Anime Februar 2010 von NIS America, der amerikanischen Tochter von Nippon Ichi Software, lizenziert, als eines von vier Titeln mit denen das Unternehmen in den US-Anime-Markt einsteigen will. Unter dem Titel Our Home’s Fox Deity erschien Volume 1 am 16. November 2010, während das letzte Volume 2 für den 22. Februar 2011 geplant ist, beide jeweils inklusive Artbooks.

### Synchronisation
| Rolle                  | japanischer Sprecher (Seiyū) |
| ---------------------- | ---------------------------- |
| Kūgen Tenko (weiblich) | Yukana                       |
| Kūgen Tenko (männlich) | Yūichi Nakamura              |
| Bekira                 | Masumi Asano                 |
| Haruki Takagami        | Mitsuru Miyamoto             |
| Tsukuyomi              | Rie Kugimiya                 |
| Kō                     | Saori Hayami                 |
| Ebisu                  | Daisuke Ono                  |

### Musik
Die Musik der Serie komponierte Yasuharu Takanashi. Der Vorspanntitel ist KI-ZU-NA – Haruka Naru Mono e (KI-ZU-NA 〜遥かなる者へ) von Hitomi Sora, für die Abspanne verwendete man Kaze ga Nani ka o Iou to Shiteiru (風がなにかを言おうとしている) von Saori Hayami und Shiawase no Kotodama (シアワセの言霊) von Yukana, Hayami Saori und Takahashi Mikako.